# Dajabón (provins)
Dajabón är en provins i Dominikanska republiken, och är belägen i den nordvästra delen av landet, med gräns mot Haiti. Provinsen har cirka 75 000 invånare. Den administrativa huvudorten är staden Dajabón.

## Administrativ indelning
Provinsen är indelad i fem kommuner:
- Dajabón, El Pino, Loma de Cabrera, Partido, Restauración